# Socalchemmis cruz
Socalchemmis cruz är en spindelart som beskrevs av Norman I. Platnick och Darrell Ubick 200. Socalchemmis cruz ingår i släktet Socalchemmis och familjen Tengellidae. Inga underarter finns listade i Catalogue of Life.